# Izletniški turizem
Izletniški turizem je vrsta turizma, ki je povezana z izletništvom/izleti in trajajo od enega do tri dni. Enodnevni turizem pa je izraz, ki po navadi ne vključuje prenočitve, ampak temelji na krajših potovanjih. Izlet pa pomeni potovanje skupine ljudi v prostem času, v času izobraževanja ali iz fizičnih namenov.

## Vrste izletniškega turizma
Ločimo dve vrsti izletniškega turizma: domači izletniški turizem, ki se izvaja znotraj države in tuji izletniški turizem, kjer obiščemo tujino. O tej vrsti turizma govorimo o povezavi z različnimi društvi, agencijami, lahko pa ga izvedemo tudi sami.

## Izlet in turizem
Razlika med izletom in turizmom:
Glavna razlika med izletom in turizmom je, da je izlet potovanje skupine ljudi navadno zaradi prostega časa ali izobraževalnih in fizičnih razlogov, turizem je potovanje zaradi prostega časa ali razvedrila. Kratke izlete zaradi izobraževalnih namenov ali opazovanja naravnega fenomena  imenujemo  ekskurzije.

Razlika med ogledom in izletom:
Ogled pomeni potovanje iz enega kraja v drugega z namenom obiska različnih krajev in na koncu vrnitev tja, kjer ste začeli.  Izlet je potovanje z nekim namenom, običajno tudi vrnitev. Izlet je enodnevni izlet, ki ga naredi skupina ljudi.

Zakaj se odpravimo na izlet?
Izleti so pomembni predvsem za šole in učence. Izlet je navadno kratko potovanje polno zadovoljstva. Šole spodbujajo da uporabljajo izlete, da učnim načrtom dodajo realnost in jih s tem obogatijo in motivirajo tako učitelje kot učence.

Prednosti izletov:
Ene izmed najpomembnejših prednosti izletov so:, da prinašajo direkten vir znanja in seznanjanja učenca z direktnimi informacijami in da prinašajo možnost, da učenec razvije svoj smisel za estetiko.

## Vrste izletov
Poznamo 4 vrste izletov:

Poslovni izlet:
Je izlet iz delovnih ali poslovnih razlogov, v nasprotju z drugimi tipi potovanj in izletov, katerih glavni razlog je prosti čas. K poslovnim izletom štejemo tudi obiskovanje tujega kraja za opravljanje dela in vrnitev v domač kraj. Po opravljenih raziskavah 88% lastnikov manjših podjetji uživa v poslovnih izletih.

Ekskurzija:
Kratki izleti za izobraževanje ali ogled naravnih fenomenov se imenujejo ekskurzije. Enodnevne izobraževalne ekskurzije so pogosto organizirane s strani šole oziroma določenega razreda kot dodatne vaje z obiskom naravne ali geografske značilnosti. Glavni namen je opazovanje pojavov v naravnem stanju in možnost zbiranja vzorcev.

Piknik:
Piknik je obrok, ki ga navadno zaužijemo v naravi, kot del izleta - ideal predstavlja slikovito okolje, kot je park, jezero ali drug kraj z zanimivim razgledom. O pikniku govorimo tudi kot del dejavnosti na prostem, kot so gledališče na prostem, koncerti navadno v poletnem času.

Spremna turneja:
Je vrsta turizma, kjer so turisti v skupinah pospremljeni do različnih destinacij, za razliko od samostojnih turnej ki jih vsak opravi sam. Poznamo jih tudi pod imenom počitniški aranžma. Navadno jih vodi vodič, ki poskrbi za vse od začetka do konca.

## Izletniški turizem v Sloveniji
Izletniški turizem je v Sloveniji kar precej razvit, saj nudijo veliko izletniških krajev. V vzhodnih Alpah nudijo smučanje in pohodništva, v Ljubljani, glavnem mestu Slovenije ponujajo veliko festivalov in znamenitosti, ki so edinstvene za izletnike, saj je mesto precej živahno in ponuja veliko različnega dogajanja. Priljubljena izletniška destinacija je tudi Blejsko jezero, Bohinjsko jezero, Triglavski narodni park in drugi.

## Izletniška metoda
Izletniška metoda učenja: izlet pomeni potovanje, turo organizirana za socialno izobraževanje učencev v kateri učenci obiščejo kraje in pridobijo izkušnje neposredno, zaradi česar so rezultati izletov lahko, interesantno in efektivno učenje.